# Instituto Tecnológico y de Estudios Superiores de Monterrey, Campus Querétaro
El Instituto Tecnológico de Estudios Superiores de Monterrey, Campus Querétaro, también conocido como Tec de Monterrey, Campus Querétaro, es uno de los campus del Instituto Tecnológico y de Estudios Superiores de Monterrey. Está ubicado en la ciudad de Querétaro, México. A diferencia de los demás campus del país, la mascota oficial del Instituto son los Borregos Cimarrones y no los Borregos Salvajes.

## Historia

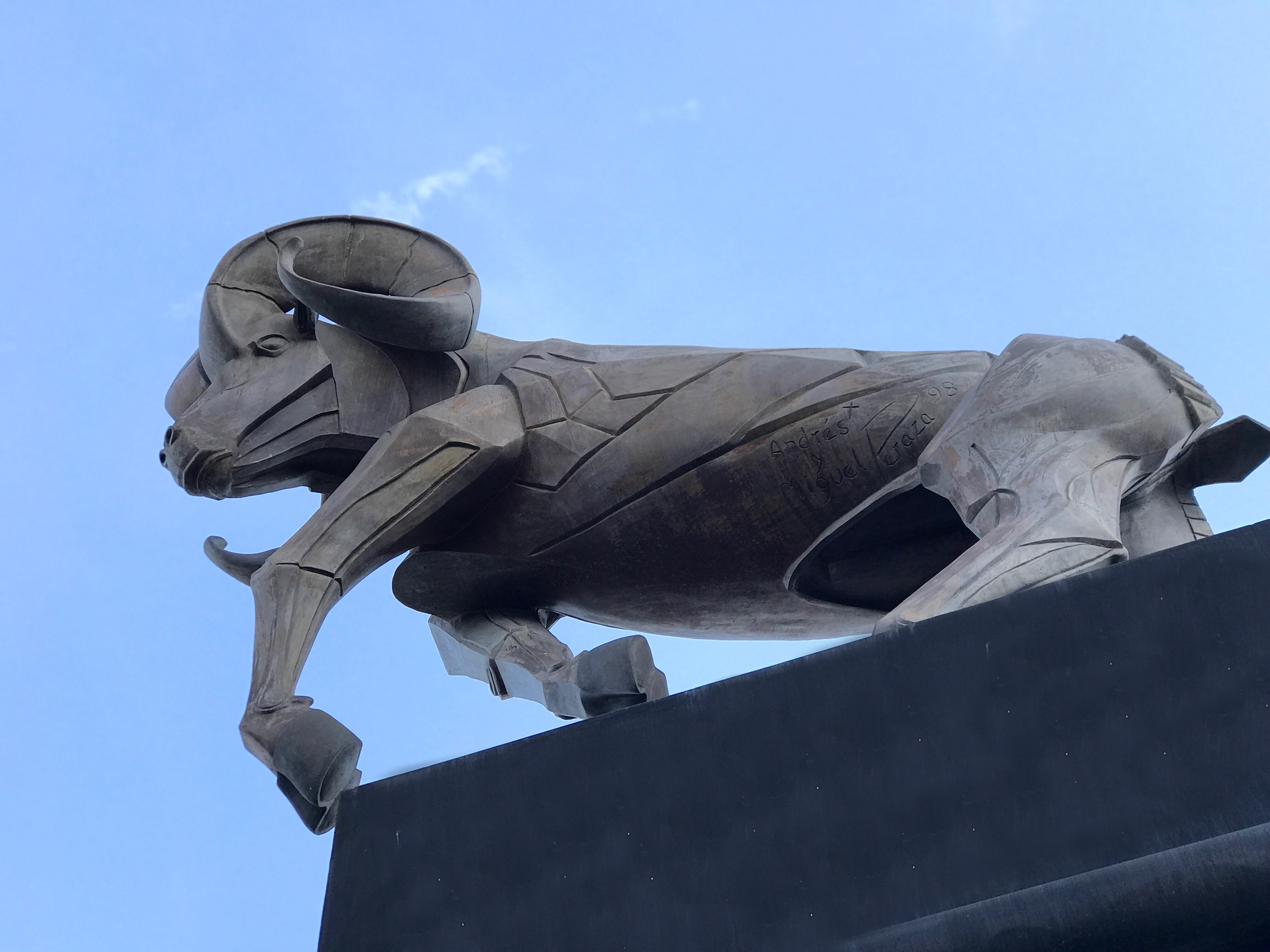
Estatua de borrego en ITESM campus Querétaro

En enero de 1973 inicia el proyecto para instalar una unidad del Instituto Tecnológico y de Estudios Superiores de Monterrey, en Querétaro. En 1974 se constituye la asociación civil Educación Superior de Centro, A.C., la cual firma un convenio con el Tecnológico de Monterrey, para sacar adelante el proyecto. El 15 de febrero de 1975 inician los trabajos de construcción y el 14 de agosto del mismo año dan inicio las clases de preparatoria, con 174 alumnos inscritos y el 1 de septiembre, 170 alumnos de profesional inician sus clases.
Han sido directores de este campus:
- Ing. Santiago Chuck Cárdenas
- Dr. Rafael Rangel Sostmann
- Ing. Gabriel Monterrubio Álvarez
- Ing. Luis Caraza Tirado
- Ing. Rodolfo Loyola Vera
- Dra. Irma de la Torre Lozano
- Dr. Romeo Salvador Coutiño Audiffred
- Ing. Pascual Alcocer Alcocer (Actual)

En apoyo a los objetivos del Tec 21, el 22 de agosto de 2019 se inaugura la zona de realidad virtual dentro del Edificio 6 de Biblioteca. Este espacio busca brindar experiencias virtuales a los estudiantes que fomenten y potencialicen su aprendizaje.

## Acreditaciones

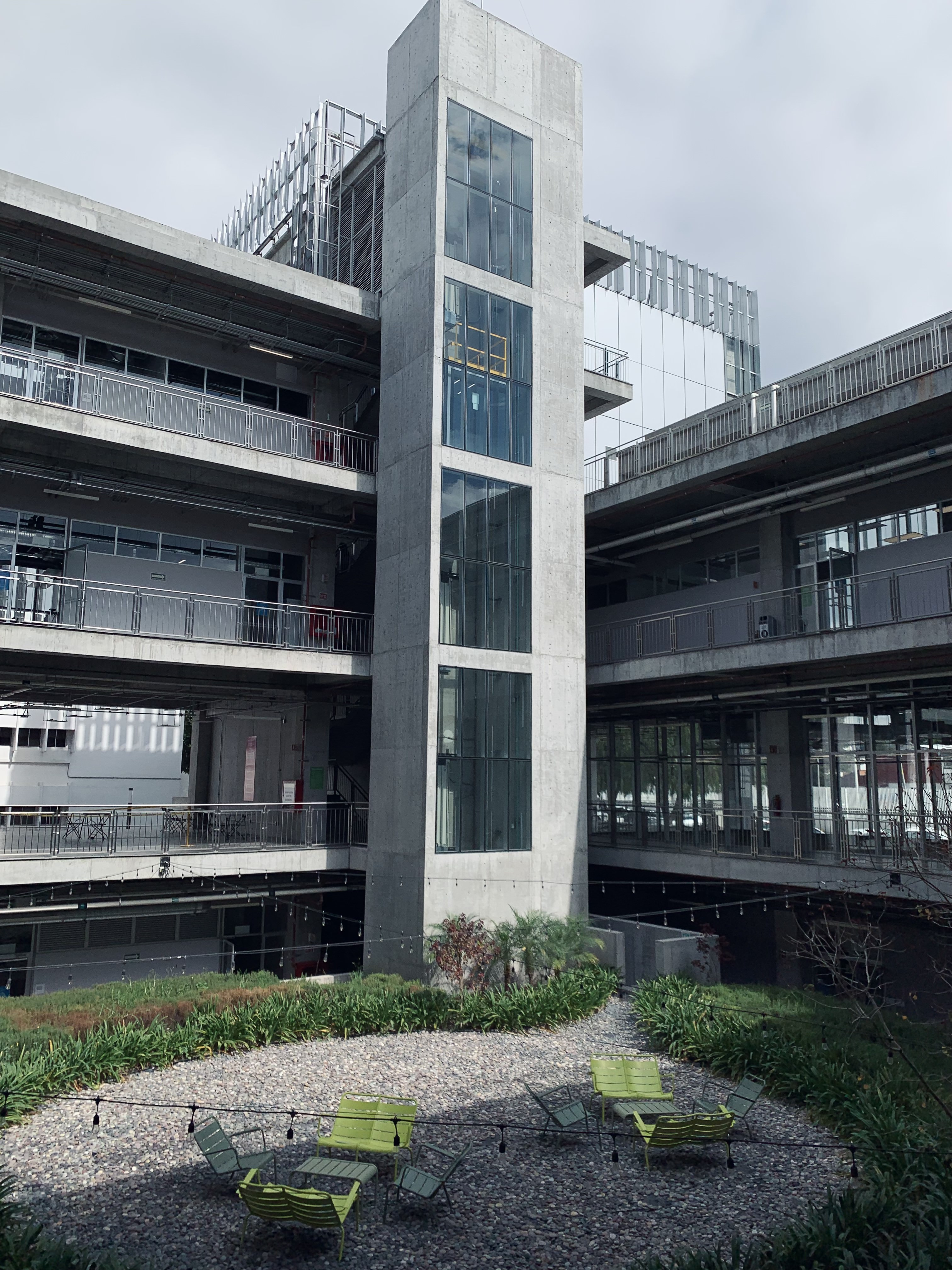
Edificio Bioingenierías ITESM Campus QR

- Como parte del Tecnológico de Monterrey, el Campus Querétaro está acreditado por la Asociación de Universidades y Escuelas del Sur de Estados Unidos (SACS por sus siglas en inglés).
- Esto significa que los programas académicos tienen validez en Estados Unidos, lo cual abre oportunidades laborales para los egresados, así como opciones de especialización en posgrados ofrecidos por universidades estadounidenses.
- En lo particular, la agencia ABET (Accreditation Board for Engineering and Technology) le ha otorgado al Campus Querétaro constancias de “Programa Substancialmente Equivalente" para varias de las carreras de ingenierías, después de haber pasado por su proceso de evaluación.
- Las carreras de ingeniería están acreditadas por el Consejo de Acreditación para la Enseñanza de la Ingeniería (CACEI)
- Además del Certificado CCNA (Cisco Certified Network Associate) otorgado por la empresa Cisco Systems.
- El programa de la Preparatoria Internacional del Tecnológico de Monterrey Campus Querétaro está acreditado por el Internacional Baccalaureate con sede en Suiza.
- Los posgrados en Negocios están acreditados por The Association of MBA's (AMBA)
- La Maestría en Administración está avalada en el Padrón Nacional de Posgrados (PNP) del Consejo Nacional de Ciencia y Tecnología (CONACyT)
- La Licenciatura en Ciencias de la Comunicación está acreditada por la Asociación para la Acreditación y Certificación en Ciencias Sociales (ACCECISO)
- Las carreras en Negocios están acreditadas por el Consejo de Acreditación de la Enseñanza de Contaduría y Administración (CACECA)

## Programas educativos
En el Tecnológico de Monterrey Campus Querétaro se ofrece 3 programas de Preparatoria, 21 programas profesionales entre licenciaturas e ingenierías, 14 programas de maestría y un doctorado. Con una constante actualización de los mismos para satisfacer las necesidades de la sociedad cambiante.

### Prepa Tec
El Área de Preparatoria Cuenta con dos media lunas de Aulas, Instalaciones Deportivas (gimnasio, cancha de fútbol, cancha de voleibol, pista de atletismo), Cafetería, Torre de Profesores, y otra Torre donde se encuentran los Salones de Usos Múltiples, Así como Biblioteca y Aulas de Computación.
Ofrece los siguientes programas
- Preparatoria Bilingüe (PTB)
- Preparatoria Multicultural (PTM)
- Preparatoria Internacional (PBI)

### Profesional[6]

#### Estudios Creativos
- Licenciado en Arte Digital (LAD)
- Licenciado en Diseño (LDI)
- Licenciado en Comunicación (LC)

#### Ambiente construido
- Arquitecto (ARQ)
- Ingeniero Civil (IC)
- Licenciado en Urbanismo (LUB)

#### Derecho, Economía y Relaciones Internacionales
- Licenciado en Economía (LEC)
- Licenciado en Derecho (LED)
- Licenciado en Relaciones Internacionales (LRI)
- Licenciado en Gobierno y Transformación Pública (LTP)

#### Ingeniería Bioingeniería y Procesos Químicos
- Ingeniero en Biotecnología (IBT)
- Ingeniero Agrónomo (IA)
- Ingeniero en Desarrollo Sustentable (IDS)
- Ingeniero en Industrias Alimentarias (IIA)
- Ingeniero Químico Administrador (IQA)
- Ingeniero Químico en Procesos Sustentables (IQP)

#### Ingeniería Innovación y Transformación
- Ingeniero Civil (IC)
- Ingeniero en Innovación y Desarrollo (IID)
- Ingeniero Mecánico (IM)
- Ingeniero en Electrónica (IE)
- Ingeniero Industrial y de Sistemas (IIS)
- Ingeniero en Mecatrónica (IMT)
- Ingeniero Biomédico (IMD)

#### Ingeniería Ciencias Aplicadas
- Ingeniero en Ciencia de Datos y Matemáticas (IDM)
- Ingeniero Físico Industrial (IFI)
- Ingeniero en Nanotecnología (INA)

#### Ingeniería Computación y Tecnologías de Información
- Ingeniero en Tecnologías Computacionales (ITC)
- Ingeniero en Robótica y Sistemas Digitales (IRS)
- Ingeniero en Transformación Digital de Negocios (ITD)

#### Negocios
- Licenciado en Negocios Internacionales (BGB)
- Licenciado en Finanzas (LAF)
- Licenciado en Contaduría Pública y Finanzas (LCPF)
- Licenciado en Mercadotecnia (LEM)
- Licenciado en Emprendimiento (LDE)
- Licenciado en Inteligencia de Negocios (LIT)
- Licenciado en Estrategia y Transformación de Negocios (LAET)
- Licenciado en Desarrollo de Talento y Cultura Organizacional (LDO)

### Maestrías
- Maestría en Finanzas
- Maestría en Administración - Tiempo Completo
- Maestría en Administración y Dirección de Empresas - Tiempo Parcial
- Maestría en Arquitectura y Nuevo Urbanismo
- Maestría en Ciencias con especialidad en Sistemas de Manufactura

### Internacionalización
En el 2010, la población de estudiantes provenientes de países diferentes a México -21 países en total- fue de 331, constituyendo el 9.5% de la población del área de profesional.
De la generación de profesional que se graduó en mayo del 2010, el 36 % de los graduandos estudió en alguna universidad extranjera.

## Grupos estudiantiles
Los grupos estudiantiles son conformados por estudiantes de la comunidad Tec que buscan generar experiencias y vivencias a través de eventos organizados por ellos para toda la comunidad estudiantil. Uno de los grupos estudiantiles del Tecnológico de Monterrey, campus Querétaro, es CATTEC.
El grupo estudiantil de preparatoria con el nombre de CATTEC (la combinación de la palabra gato en inglés y Tec) se formó con la misión de ofrecerle a los gatos que residen en el campus una vida digna. Como alrededor de 40 gatos habitan en los edificios de preparatoria y universidad, se volvió necesario un control de cuidado para los animales.

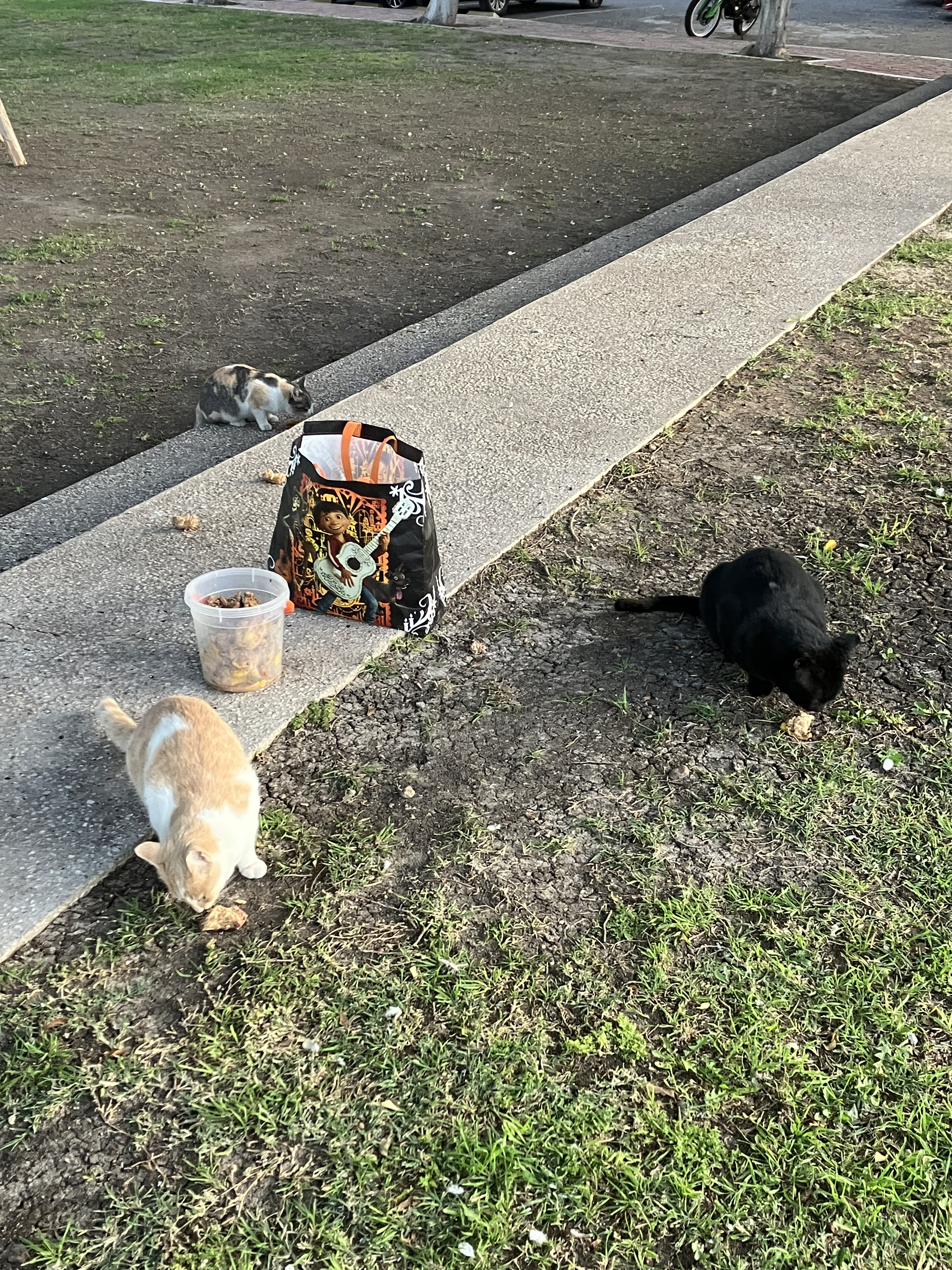
Los gatos son alimentados todos los días con trozos de pollo cocido.

Una de las tareas principales del grupo es la alimentación de los gatos. Por ello, se colocaron platos, con agua y croquetas, alrededor del campus. También un integrante del grupo lleva una cubeta completa de pollo cocido, dándole trozos a los gatos. Actividad que se repite todos los días.
En adición, los estudiantes de CATTEC, se enfocan en campañas de esterilización para los gatos. Aparte, utilizan los eventos de la preparatoria para recaudar fondos para costear los gastos. Todas acciones para que los gatos lleven una vida digna y cómoda.
Algunos de los gatos destacados del campus son:
- Nancy: pelaje naranja y blanco. Ojos verdosos.

- Jeff/Mermelada: de pelaje negro, blanco y naranja. Ojos verdes.
- Chayanne: pelaje negro. Ojos verdes.
- Spanky: pelaje naranja y blanco. Ojos naranjosos.

Todos los gatos siendo nombrados y cuidados por los estudiantes.

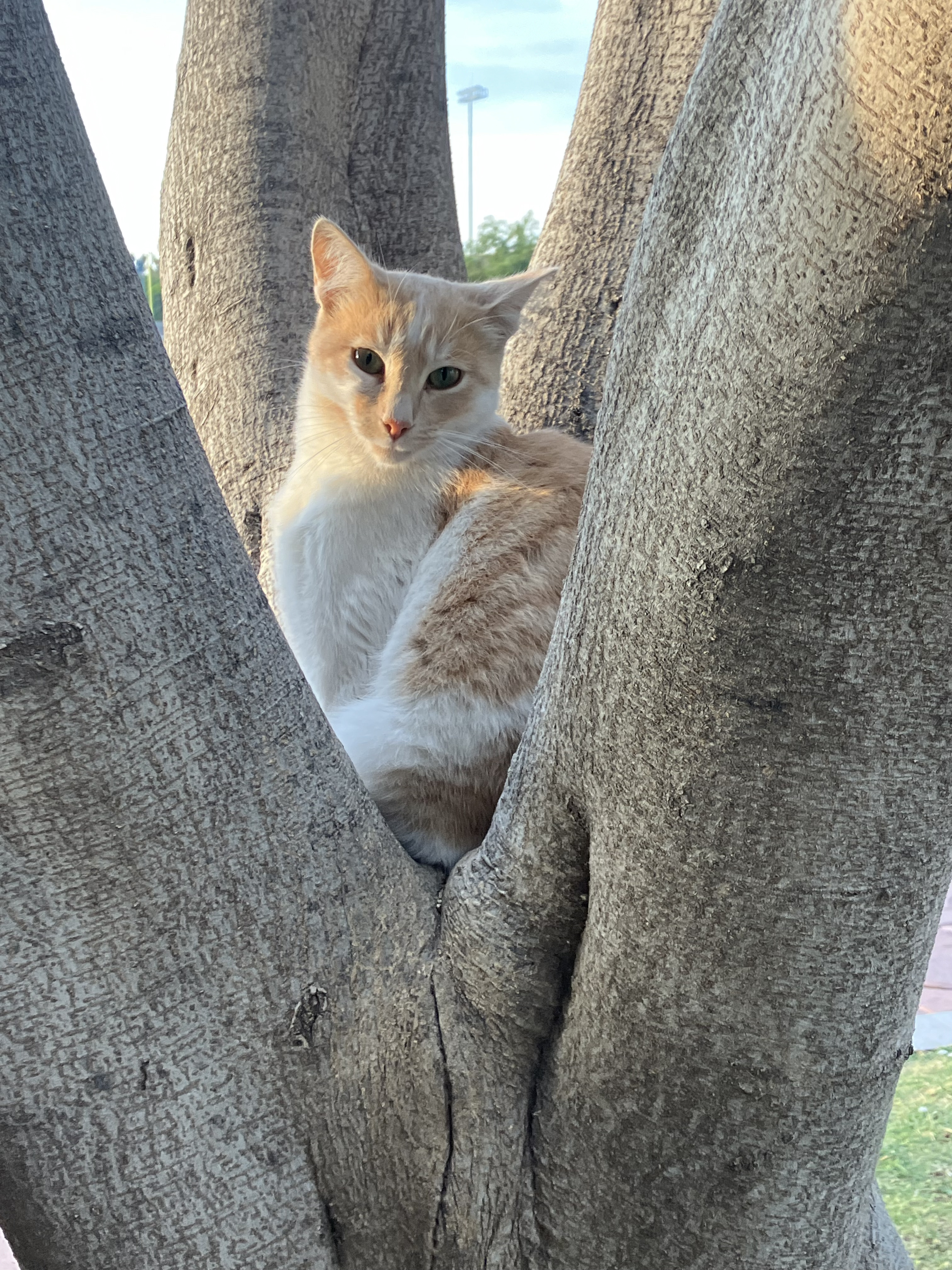
Nancy.
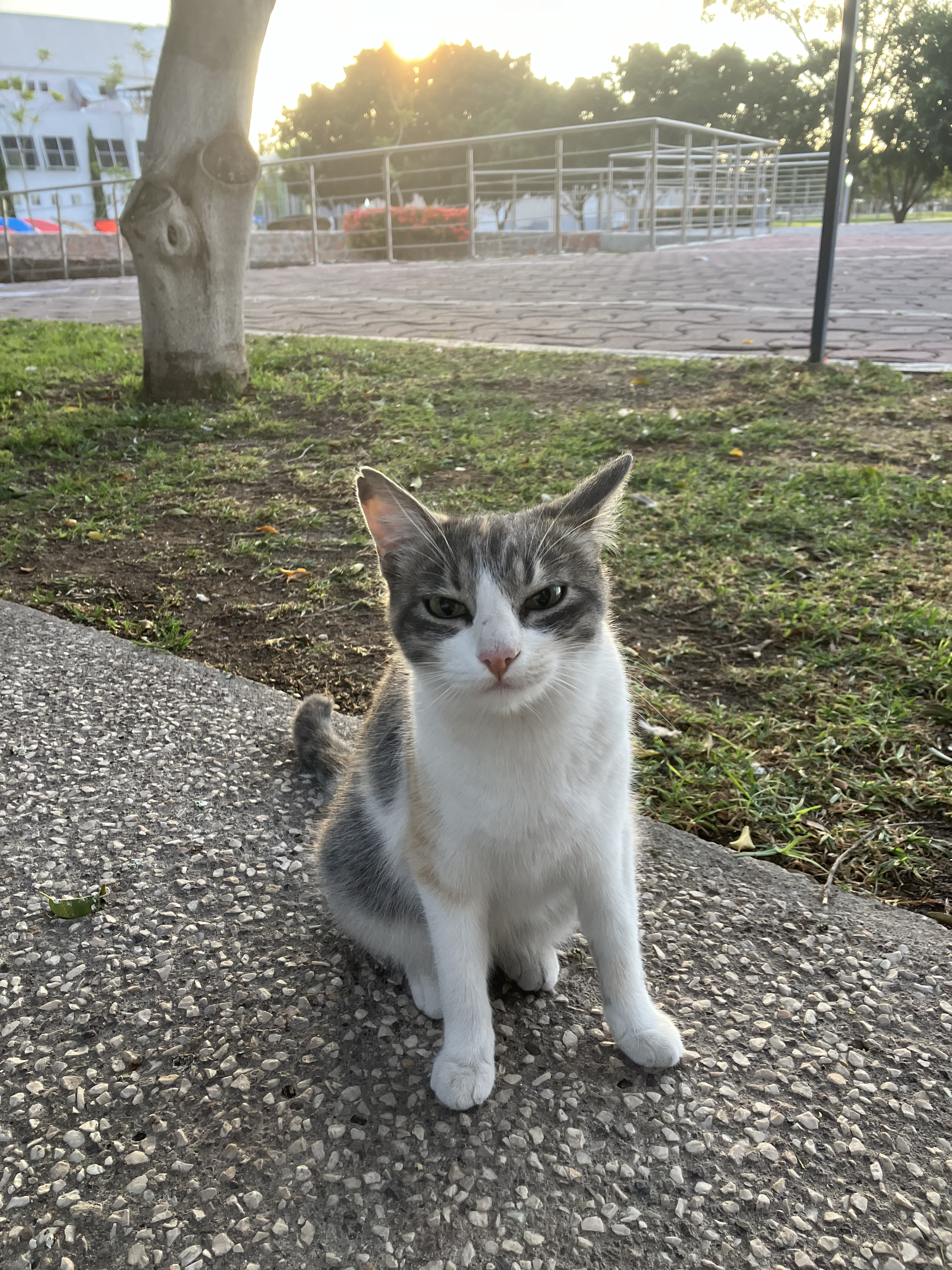
Jeff/Mermelada.
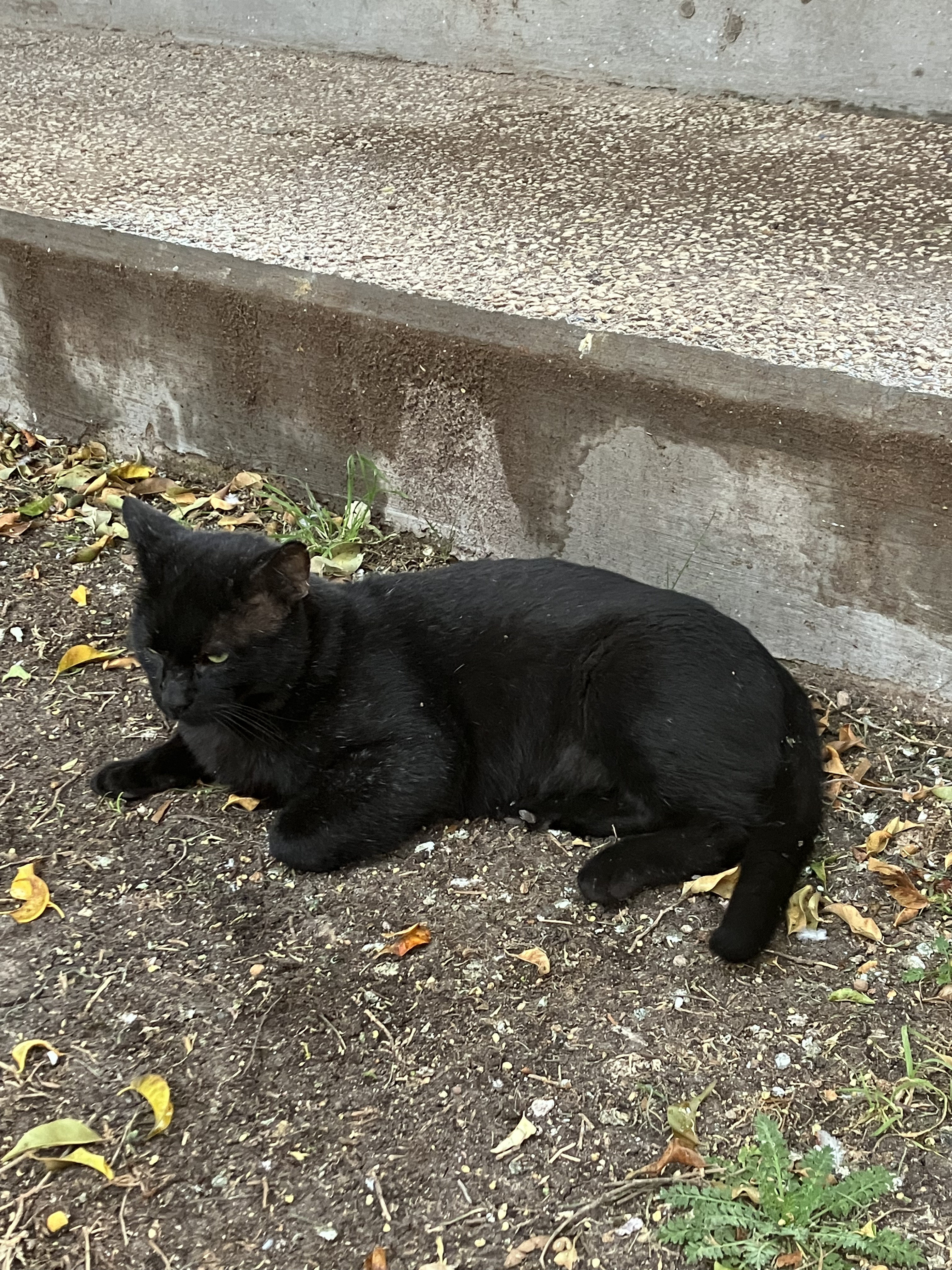
Chayanne.
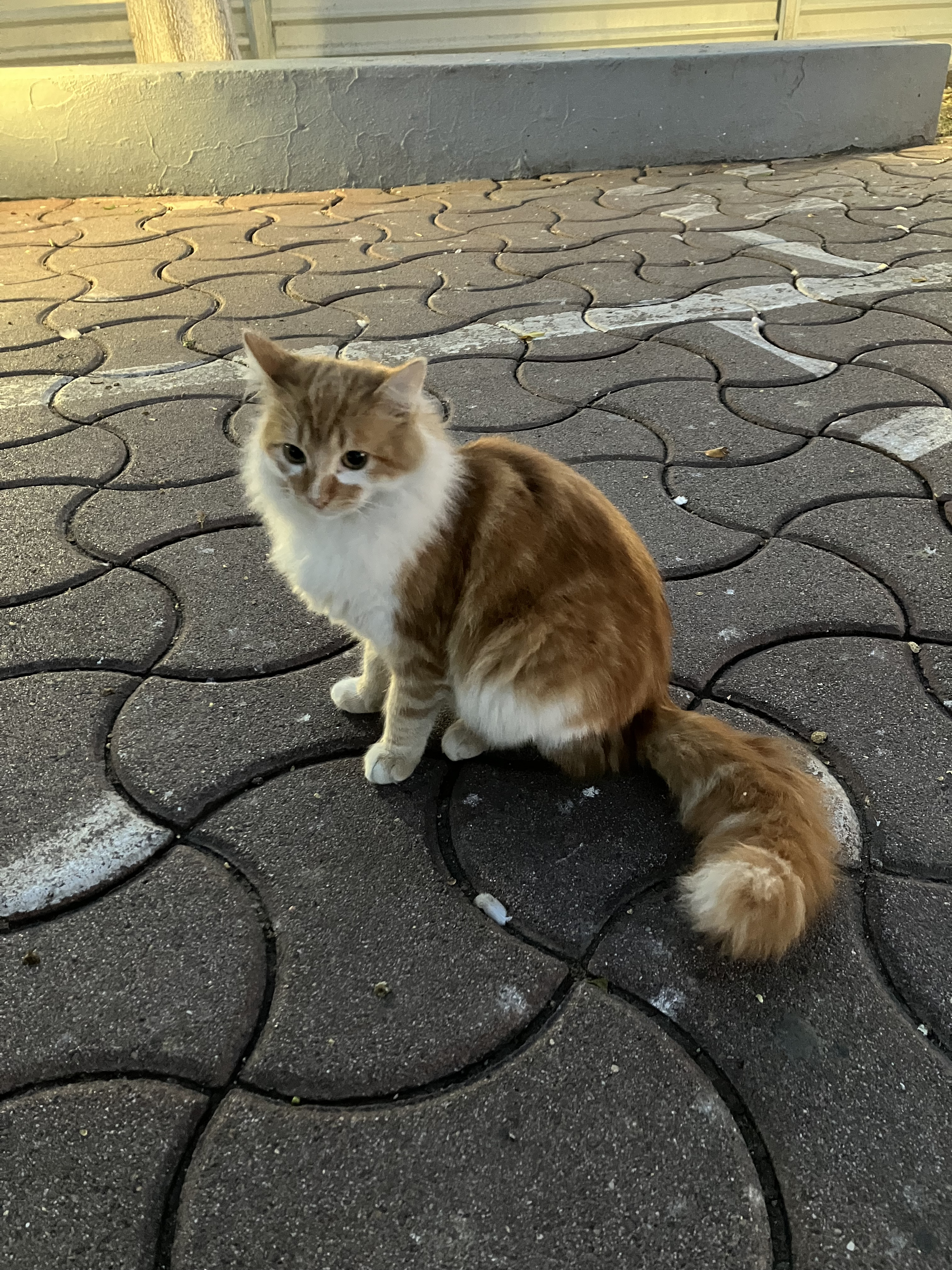
Spanky.
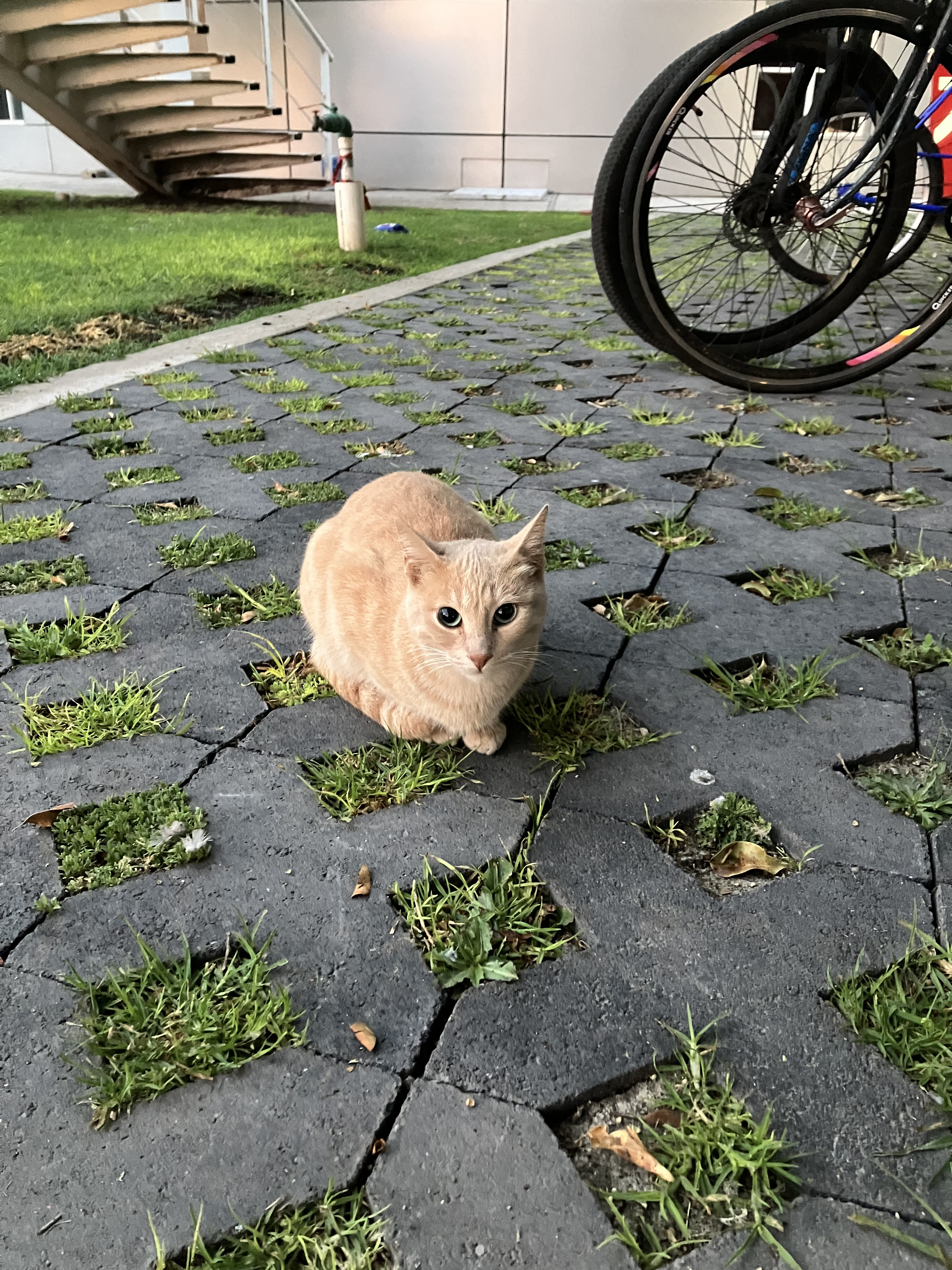
Gato sin nombre.
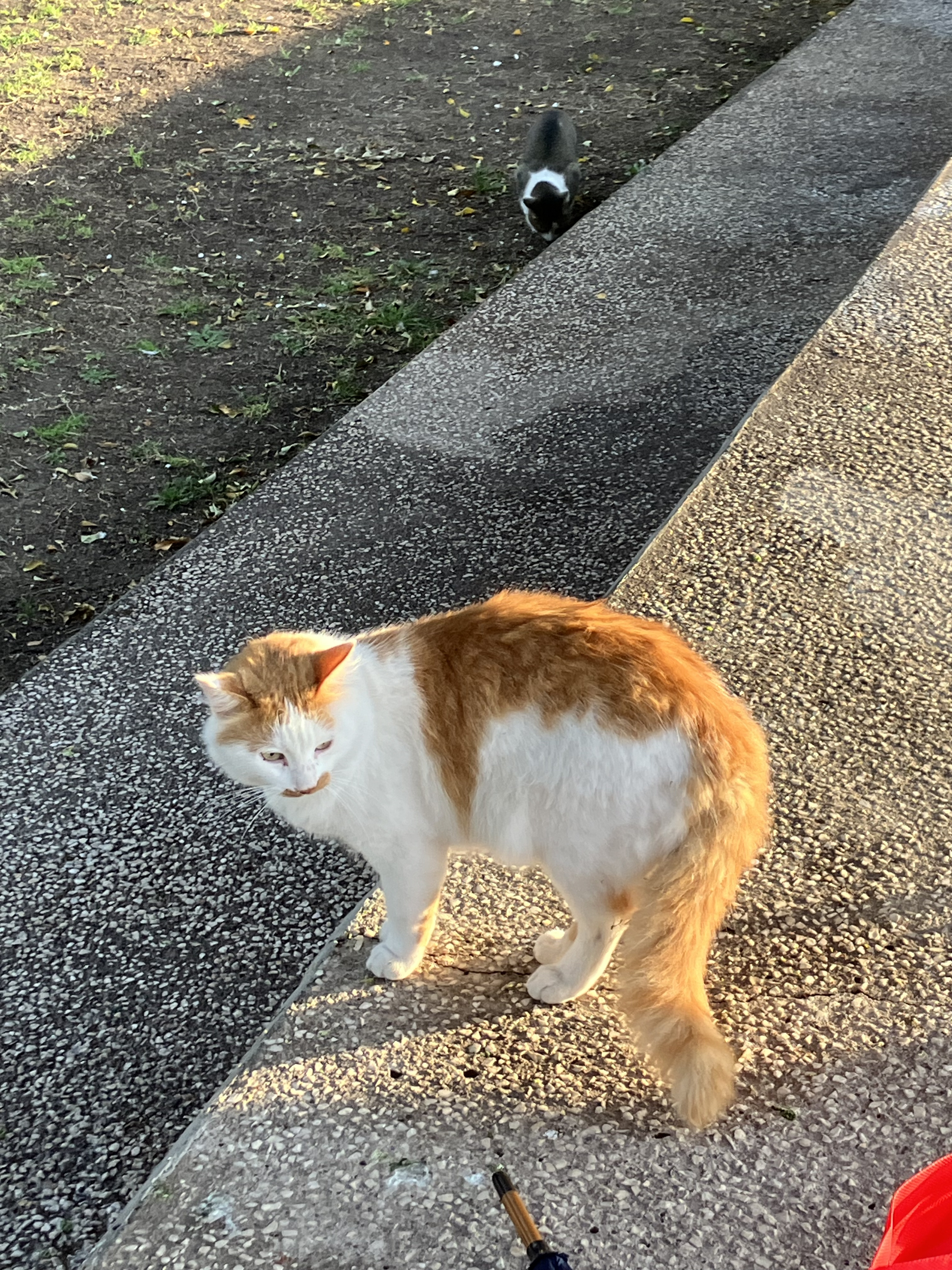
Adolf.
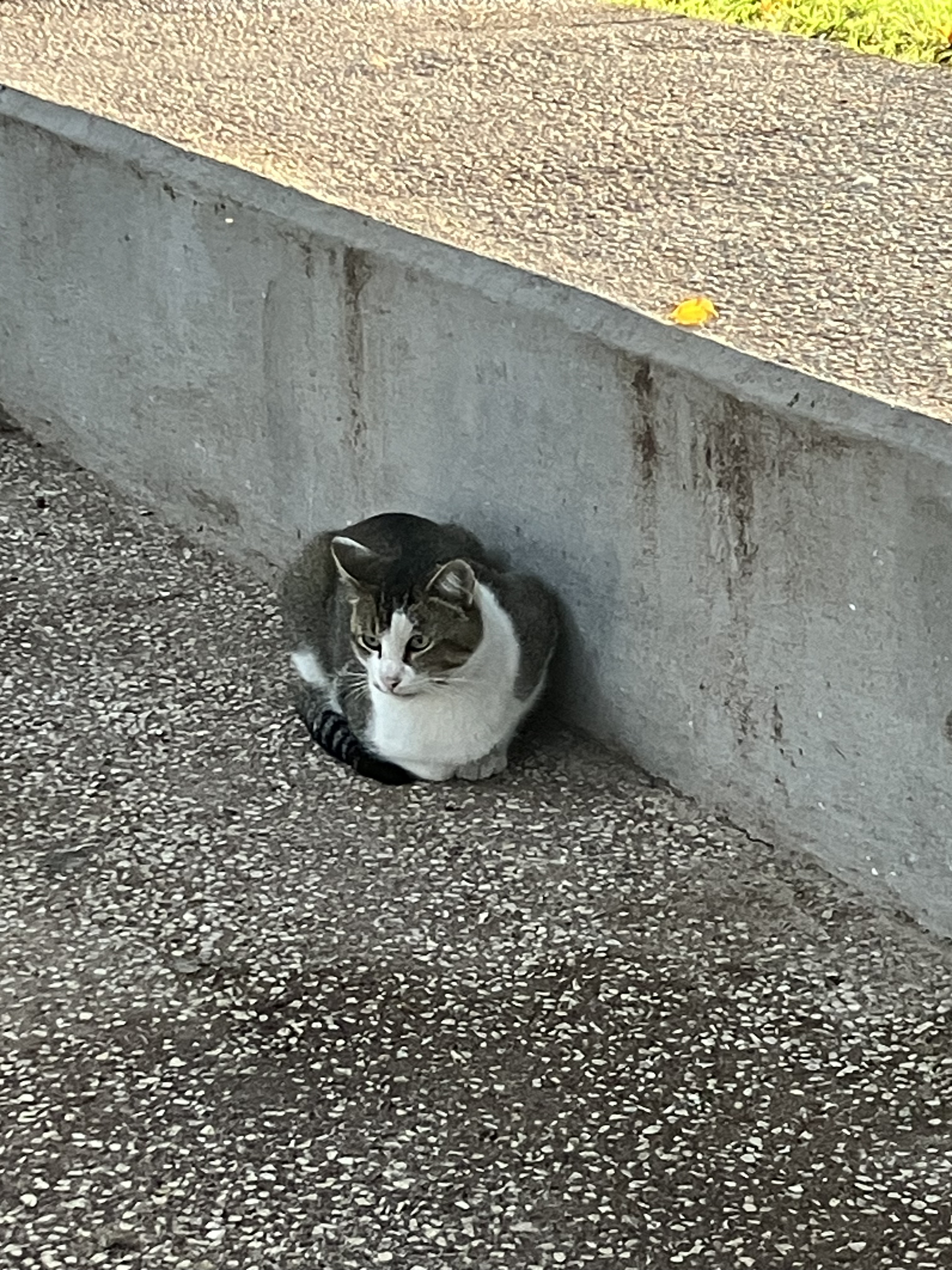
Simone.
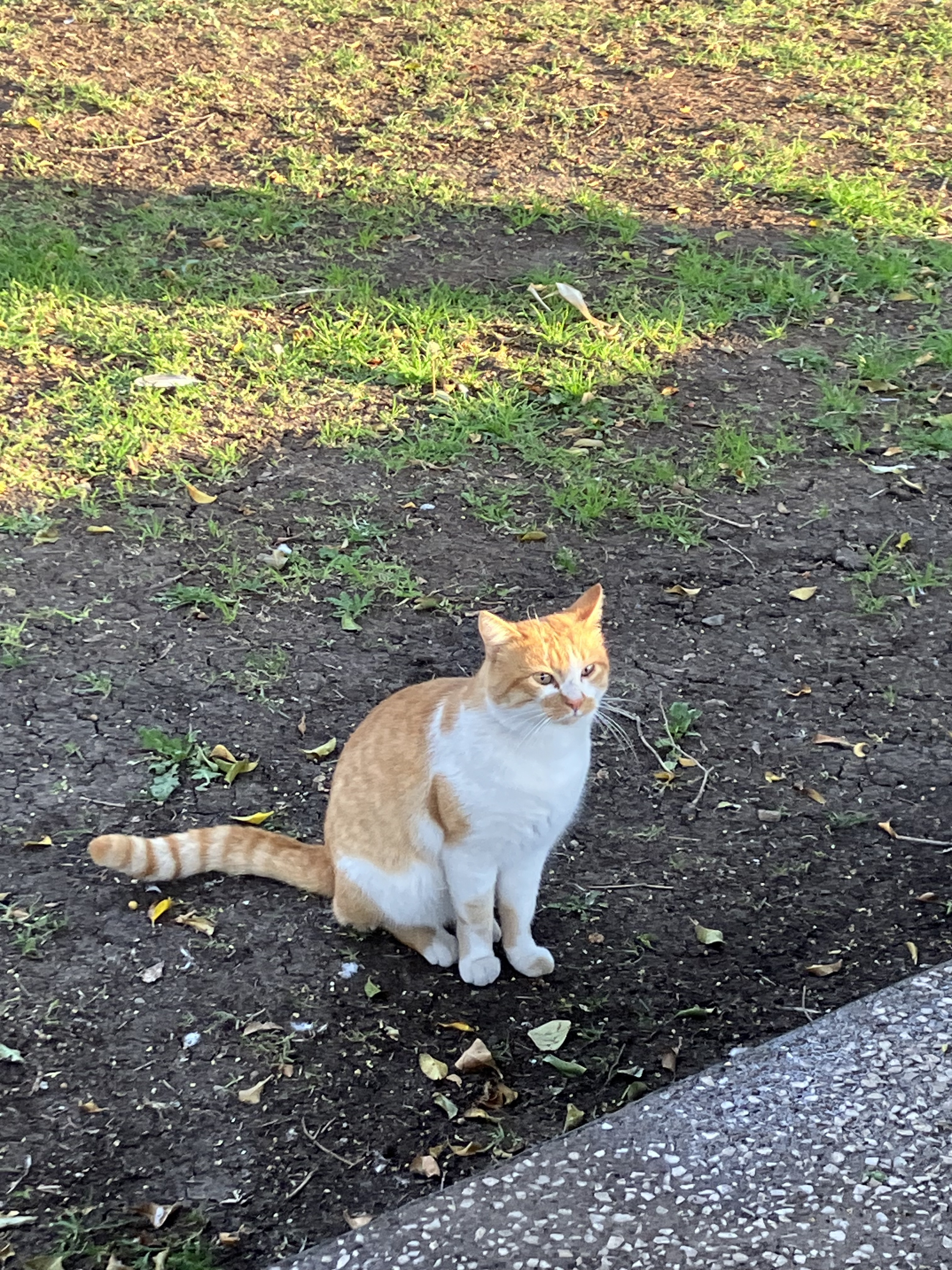
Gato sin nombre.

## Deportes

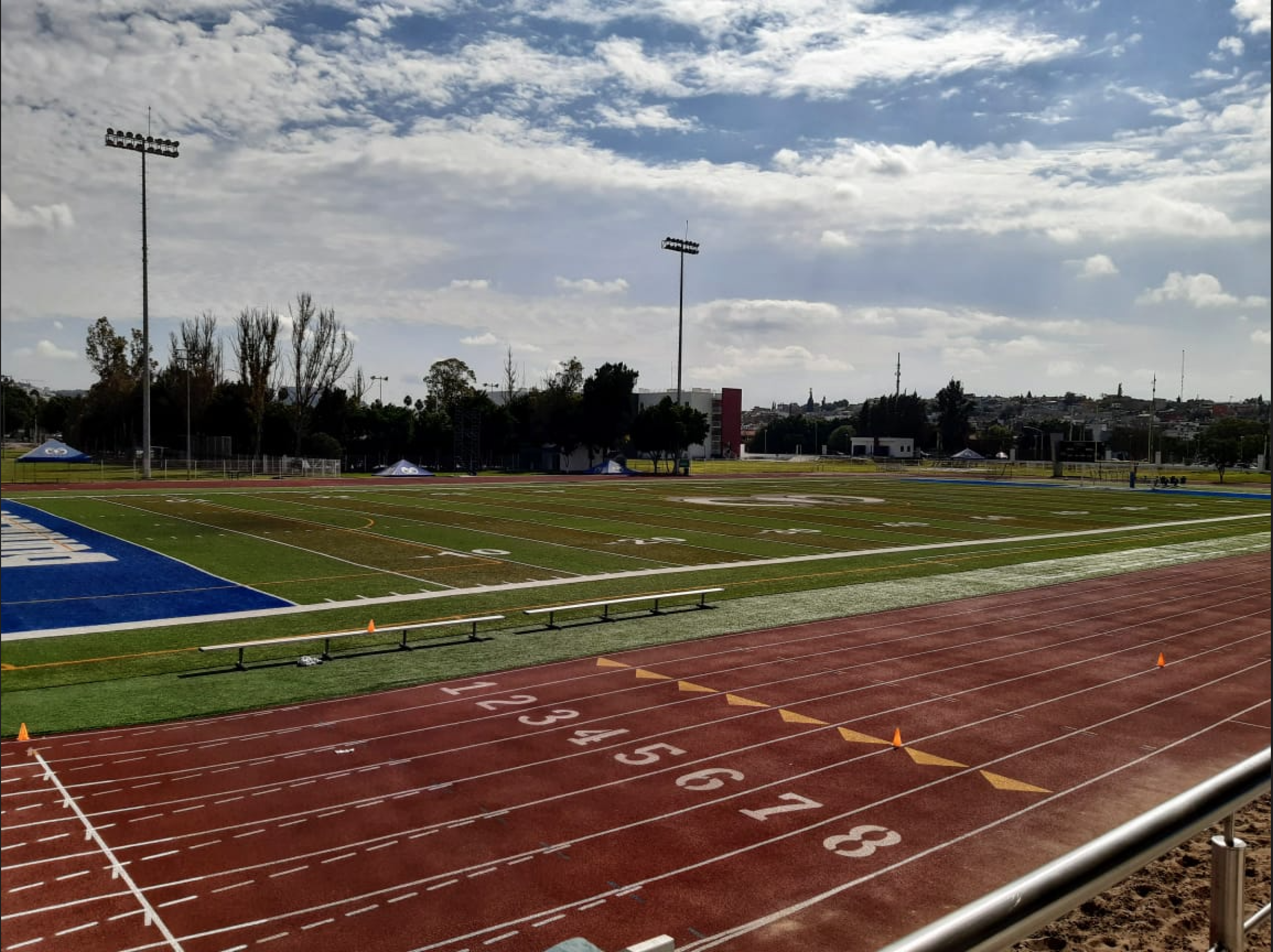
Cancha deportiva del Tecnológico de Monterrey Campus Querétaro

El campus Querétaro cuenta con diversos equipos representativos:
- Atletismo
- Voleibol[8]
- Basquetbol
- Natación
- Fútbol Soccer
- Fútbol Americano[9]
- Rugby

## Biblioteca
Servicios 
- Centro de profesores
- Centro de escritura
- Comunidad TEC

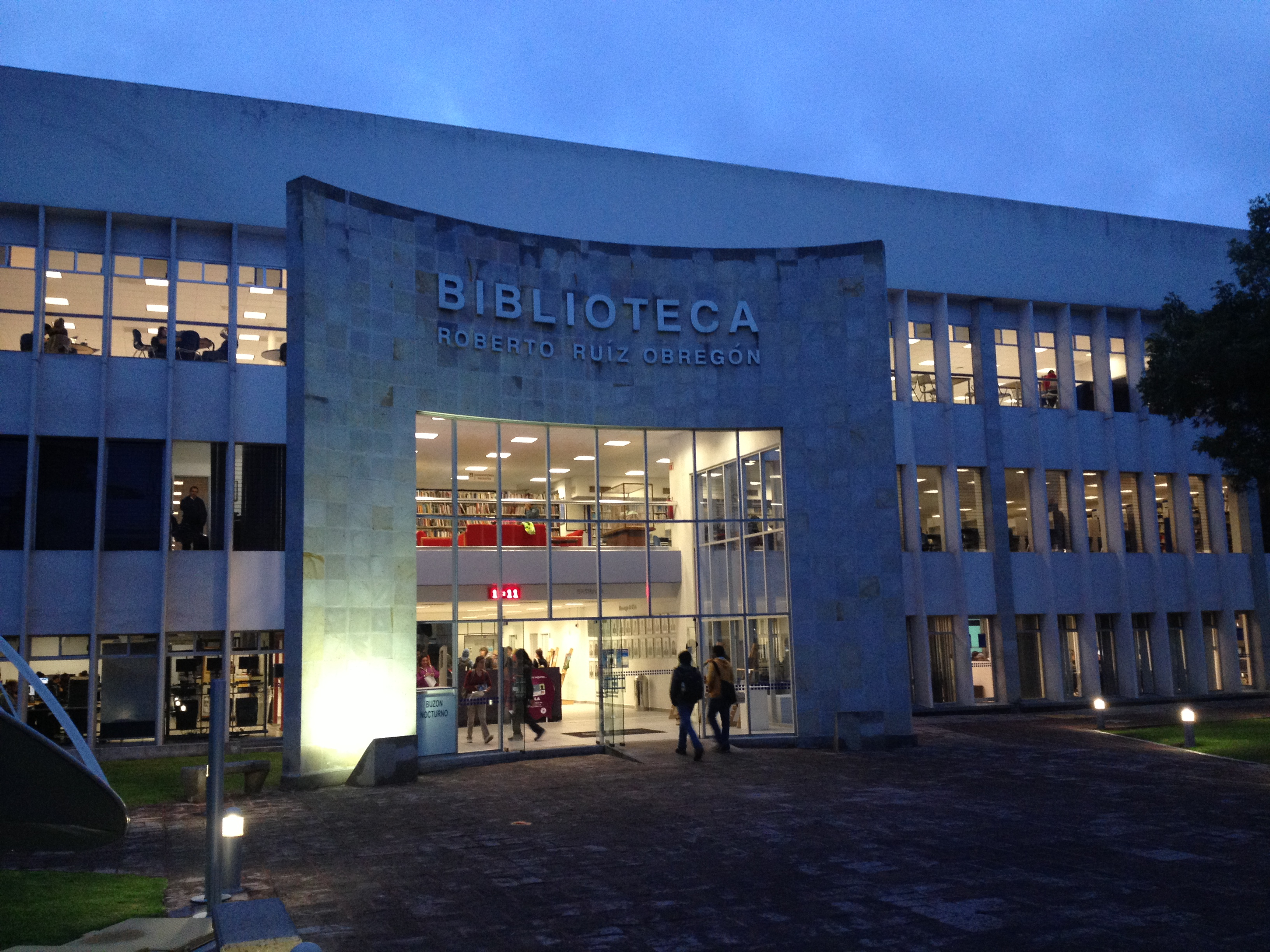
Biblioteca "Roberto Ruiz Obregón" del Tecnológico de Monterrey en Querétaro

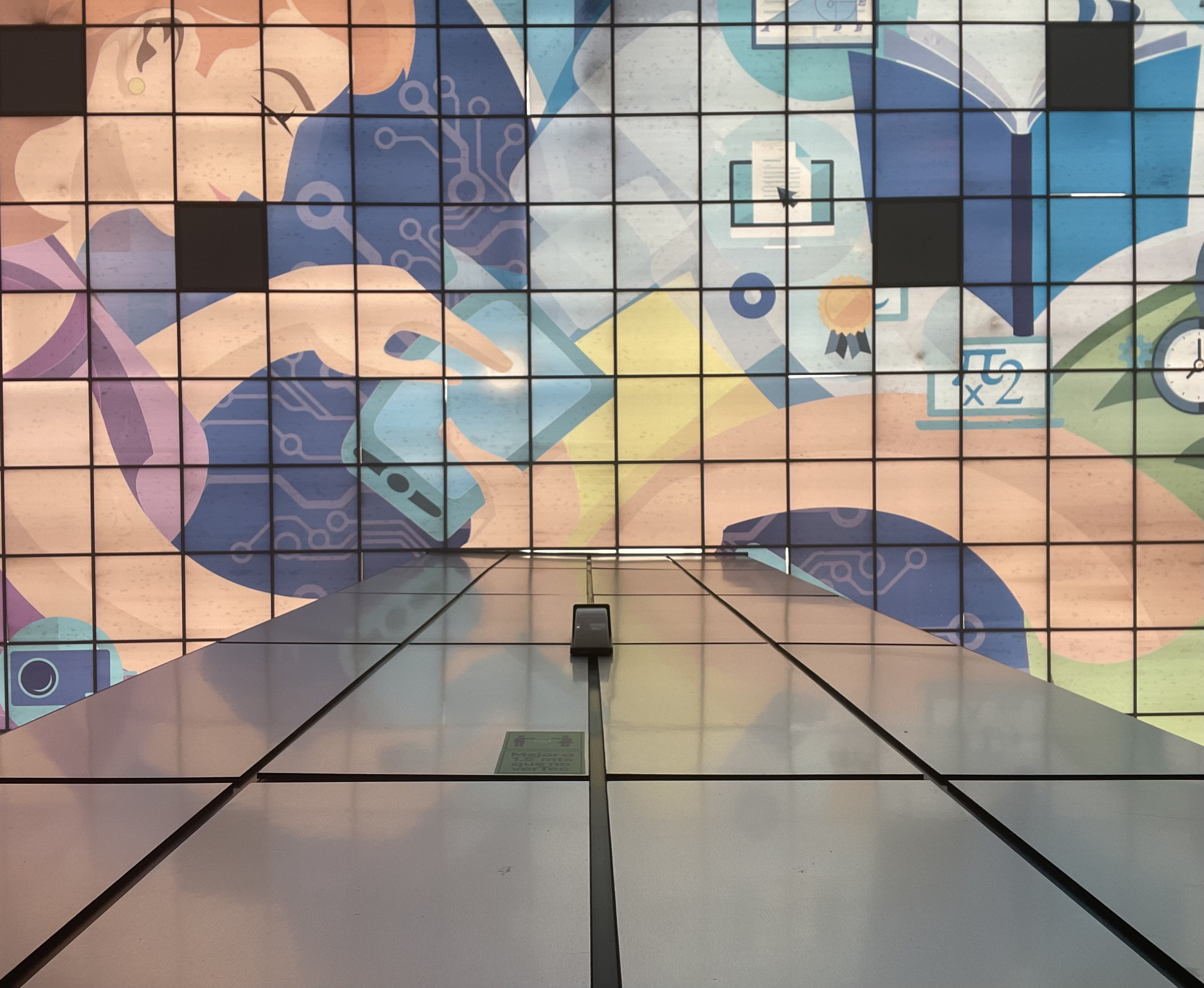
Vista del mural en la biblioteca Roberto Ruiz Obregón

- Cursos de competencias transversales
- Lugares de estudio
- Obtención de documentos
- Pasión por la lectura
- Préstamo y devolución
- Programa de Integridad Académica
- Videos Conferencias Reunión de Consejeros
- Zona V